# Ambassis
Ambassis là một chi cá trong Họ Cá sơn biển, phân bố ở các vùng ven biển Ấn Độ Dương - Thái Bình Dương. Bao gồm các loài cá nước ngọt, nước lợ và nước mặn.

## Từ nguyên
Tên chi phát sinh từ tiếng Hy Lạp anabasis nghĩa là 'nhảy lên'.

## Các loài
Chi này bao gồm 20 loài:
- Ambassis agassizii Steindachner, 1867
- Ambassis agrammus Günther, 1867
- Ambassis ambassis (Lacépède, 1802)
- Ambassis buruensis Bleeker, 1856
- Ambassis buton Popta, 1918
- Ambassis dussumieri G. Cuvier, 1828
- Ambassis elongatus (Castelnau, 1878)
- Ambassis fontoynonti Pellegrin, 1932
- Ambassis gymnocephalus (Lacépède, 1802) - Cá sơn biển đầu trần.
- Ambassis interrupta Bleeker, 1853
- Ambassis jacksoniensis (W. J. Macleay, 1881)
- Ambassis kopsii Bleeker, 1858 - Cá sơn biển kopsi.
- Ambassis macleayi (Castelnau, 1878)
- Ambassis macracanthus Bleeker, 1849
- Ambassis marianus Günther, 1880
- Ambassis miops Günther, 1872
- Ambassis nalua (F. Hamilton, 1822)
- Ambassis natalensis Gilchrist & W. W. Thompson, 1908
- Ambassis urotaenia Bleeker, 1852
- Ambassis vachellii J. Richardson, 1846